# Suhpalacsa sumbawanus
Suhpalacsa sumbawanus är en insektsart som beskrevs av Van der Weele 1909. Suhpalacsa sumbawanus ingår i släktet Suhpalacsa och familjen fjärilsländor. Inga underarter finns listade i Catalogue of Life.